# Caenocara oculatum
Caenocara oculatum är en skalbaggsart som först beskrevs av Thomas Say 1824.  Caenocara oculatum ingår i släktet Caenocara och familjen trägnagare. Inga underarter finns listade i Catalogue of Life.